# Pine Plains
Pine Plains és una concentració de població designada pel cens dels Estats Units a l'estat de Nova York. Segons el cens del 2000 tenia 1.412 habitants.

## Demografia
Segons el cens del 2000, Pine Plains tenia 1.412 habitants, 544 habitatges, i 368 famílies. La densitat de població era de 260,8 habitants per km².
Dels 544 habitatges en un 32,9% hi vivien nens de menys de 18 anys, en un 52,8% hi vivien parelles casades, en un 9,7% dones solteres, i en un 32,2% no eren unitats familiars. En el 26,5% dels habitatges hi vivien persones soles el 12,5% de les quals corresponia a persones de 65 anys o més que vivien soles. El nombre mitjà de persones vivint en cada habitatge era de 2,59 i el nombre mitjà de persones que vivien en cada família era de 3,09.
Per edats la població es repartia de la següent manera: un 26,7% tenia menys de 18 anys, un 6,3% entre 18 i 24, un 26% entre 25 i 44, un 25,4% de 45 a 60 i un 15,6% 65 anys o més.
L'edat mediana era de 40 anys. Per cada 100 dones de 18 o més anys hi havia 90,6 homes.
La renda mediana per habitatge era de 43.548 $ i la renda mediana per família de 49.844 $. Els homes tenien una renda mediana de 39.896 $ mentre que les dones 25.682 $. La renda per capita de la població era de 23.627 $. Entorn del 10,1% de les famílies i el 13,3% de la població estaven per davall del llindar de pobresa.